# 일시정지경기
일시정지경기, 또는 서스펜디드 게임(영어: suspended game)은 야구에서 경기를 계속 진행할 수 없을 때 경기를 중단하고 이후 같은 상황에서 경기를 재개하도록 하는 규정이다.

## KBO 리그역대 일시정지경기

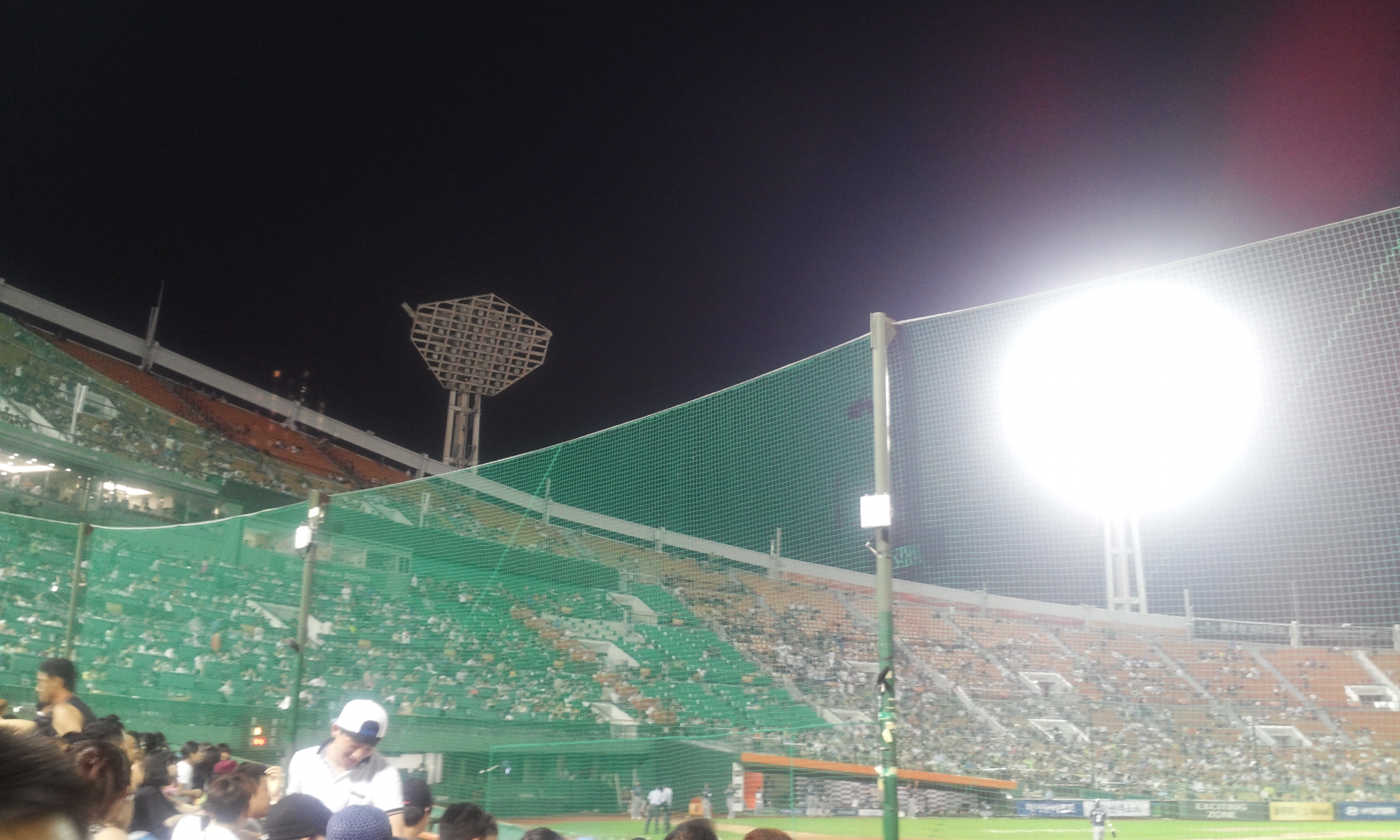
2014년 8월 5일 조명이 꺼진 사직야구장. 서스펜디드 게임으로 선언된 후, 8월 6일 재개됐다.

| 발생일           | 경기 속개일      | 승리팀          | 패전팀          | 장소 | 사유 | 기타  |
| 1982년 8월 5일   | 1982년 8월 18일  | MBC 청룡        | 해태 타이거즈   | 무등 | 우천 | [ 1 ] |
| 1993년 7월 16일  | 1983년 7월 18일  | 빙그레 이글스   | 쌍방울 레이더스 | 청주 | 우천 |       |
| 1998년 6월 24일  | 1998년 8월 19일  | 해태 타이거즈   | 한화 이글스     | 무등 | 우천 |       |
| 1999년 6월 21일  | 1999년 8월 21일  | LG 트윈스       | 현대 유니콘스   | 도원 | 우천 | [ 2 ] |
| 1999년 10월 6일  | 1999년 10월 7일  | 쌍방울 레이더스 | LG 트윈스       | 전주 | 조명 |       |
| 2011년 4월 16일  | 2011년 4월 17일  | 두산 베어스     | 삼성 라이온즈   | 대구 | 정전 |       |
| 2014년 8월 5일   | 2014년 8월 6일   | NC 다이노스     | 롯데 자이언츠   | 사직 | 조명 |       |
| 2020년 6월 13일  | 2020년 6월 14일  | 한화 이글스     | 두산 베어스     | 대전 | 우천 | [ 3 ] |
| 2020년 8월 29일  | 2020년 8월 30일  | 두산 베어스     | LG트윈스        | 서울 | 우천 | [ 4 ] |
| 2021년 6월 27일  | 2021년 10월 7일  | 롯데 자이언츠   | 두산 베어스     | 서울 | 우천 |       |
| 2024년 10월 21일 | 2024년 10월 22일 | KIA 타이거즈    | 삼성 라이온즈   | 광주 | 우천 | [ 5 ] |